# Paolo Buonvino

Paolo Buonvino, 2021

Paolo Buonvino (* 14. Oktober 1968 in Scordia) ist ein italienischer Komponist.

## Leben
Paolo Buonvino wuchs auf Sizilien auf. Er absolvierte ein Pianostudium am Conservatorio Francesco Cilea, bevor er ein Musikstudium an der Universität Bologna erfolgreich abschloss. Anschließend arbeitete er einige Jahre als Assistent des Komponisten Franco Battiato, bevor er sich auf die Komposition von Theater- und Filmproduktionen konzentrierte. Seit er mit der 8. und 9. Staffel von Allein gegen die Mafia Ende der 1990er Jahre debütierte, konnte sich Buonvino als Filmkomponist etablieren und zeigte sich für die Musik von über 50 nationalen und internationalen Film- und Fernsehproduktionen verantwortlich. Mehrmals wurde er für renommierte Filmpreise, darunter den Nastro d’Argento, den David di Donatello und den Ciak d’oro, nominiert und vereinzelt auch ausgezeichnet.

## Filmografie (Auswahl)
- 1997–1998: Allein gegen die Mafia (La Piovra, Fernsehserien, zwei Staffeln)
- 1998: Der weiße Elefant (L’elefante bianco)
- 1999: Die Piraten der Karibik (Caraibi)
- 2000: Der Kardinal – Der Preis der Liebe
- 2000: Padre Pio
- 2001: Ein letzter Kuss (L’ultimo bacio)
- 2002: Casanova – Ich liebe alle Frauen (Il giovane Casanova)
- 2003: Enzo Ferrari (Ferrari)
- 2003: Je reste!
- 2003: Ricordati di me
- 2005: Handbuch der Liebe (Manuale d’amore)
- 2005: In den Abgründen des Profits (Apnea)
- 2006: Das Phantom von Corleone (Il fantasma di Corleone)
- 2007: Handbuch der Liebe 2 (Manuale d’amore 2 (Capitoli successivi))
- 2008: Stilles Chaos (Caos Calmo)
- 2010: Baciami ancora
- 2015: Väter & Töchter – Ein ganzes Leben (Fathers and Daughters)
- seit 2016: Die Medici – Herrscher von Florenz (I Medici, Fernsehserie)
- 2020: Das Wunder von Fatima – Moment der Hoffnung (Fatima)